# Деметре (сын Александра I Великого)
Деметре (груз. დიმიტრი; ок. 1413—1453) — второй сын царя Грузии Александра I Великого и его первой жены Дуландухт Орбелиани. Он был соправителем своего отца с 1433 по 1442 год и своего брата Вахтанга IV с 1442 по 1446 год. После смерти Вахтанга IV Деметре должен был стать царём Грузии, но его восшествию на престол помешал младший брат Георгий VIII.

## Биография
Деметре впервые упоминается в грамоте, датированной 1413 годом. Традиционная грузинская историография, родоначальником которой был Вахушти Багратиони в XVIII веке, ошибочно идентифицирует его как младшего брата Георгия VIII и зачастую не включает его в список царей Грузии. Его отец Александр I Великий поставил Деметре на место своего соправителя в 1433 году. Деметре был отправлен им в качестве посла к эмиру Шахруху, сыну Тамерлана.
После отречения Александра I от престола в 1442 году в пользу Вахтанга IV, Деметре остался соправителем последнего. В то же время третий сын Александра I, Георгий VIII, был назначен соправителем царя Грузии в Кахетии. После смерти Вахтанга IV в 1446 году Деметре должен был стать де-юре царём-регентом Грузии, но трон был захвачен Георгием VIII, что положило начало череде конфликтов, которые в итоге привели к распаду Грузинского царства к концу XV века. Деметре удалился в Имеретию, западную провинцию тогдашнего государства. Он был убит лошадью во время охоты в 1453 году.

## Семья
Деметре женился, где-то после 1446 года, на Гулашар, которую историк Мари-Фелисите Броссе отождествлял с его тётей Гулькан, вдовой Георгия, дяди Деметре по отцу. Она умерла в 1471 или около 1475 года. Их сын Константин II был первым царём Картли (1490—1505).
Историк Вахушти Багратиони утверждает, что у Деметре был ещё один сын Давид, который был возведён на престол Кахетии местной знатью в 1465 году и таким образом стал основателем династии царей Кахетии. Вахушти называет Давида отцом Георгия, царя Кахетии, которого он отличает от Георгия VIII, младшего брата Деметре, который первоначально был царём Грузии, а затем — Кахетии. Однако этот Давид Вахушти является вымышленной фигурой.